# Escuela Secundaria de Central Falls
La Escuela Secundaria de Central Falls (Central Falls High School) es una escuela secundaria (high school) en Central Falls (Rhode Island). Fue una parte del Distrito Escolar de Central Falls.
A partir de 2013 tenía 740 estudiantes en los grados 9 a 12.

## Historia
En 2010 los resultados de las pruebas de la secundaria eran muy bajos, y la tasa de graduación fue del 48%. En 2010 la superintendente del distrito escolar, Frances Gallo, estaba tratando de reformar la secundaria porque la comisionada de educación de Rhode Island, Deborah Gist, declaró la secundaria una escuela fallida en enero de dicho año. En febrero, Gallo despidió a todos los profesores porque se negaron a aceptar trabajar horas extra. En marzo el presidente de los Estados Unidos, Barack Obama, dijo que estaba a favor de los despidos de los maestros. El sindicato de maestros lo criticó. En mayo de 2010, la superintendente y el sindicato de maestros llegaron a un acuerdo que implicó que todos los profesores volverían a ser contratados.
En 2015 Gallo contrató a un nuevo administrador principal, un dominicano llamado Víctor F. Capellán, anteriormente el asistente al superintendente de las Escuelas Públicas de Fall River.